# Amos Tuck
Pour les articles homonymes, voir Tuck.
Amos Tuck est un avocat et homme politique américain, né le 2 août 1810 à Parsonsfield et mort à Exeter le 11 décembre 1879.
Il est le fondateur du Parti républicain dans le New Hampshire.

## Biographie
Amos Tuck est le fils de John Tuck, descendant de sixième génération de Robert Tuck, fondateur d'Hampton en 1638. Il fréquente l'Effingham Academy et la Hampton Academy (en) et est diplômé du Dartmouth College en 1835 ; il étudie le droit et s'inscrit au barreau en 1838. Directeur de la Hampton Academy, fondée par ses ancêtres, de 1836 à 1838, il commence à exercer comme avocat à Exeter et devient par la suite administrateur du Dartmouth College.
Amos Tuck épouse Davida Nudd et a eu un fils, Edward Tuck, et une fille, Ellen Tuck, épouse de Francis Ormond French, président de la Manhattan Trust Company (d'où Amos Tuck French (en) et Ellen "Elsie" Tuck French, épouse d'Alfred Gwynne Vanderbilt).
Il est un des premiers partisans et donateurs du Parsonsfield Seminary (en) des Églises baptistes libres.
En 1842, il est élu à la Chambre des représentants du New Hampshire en tant que membre du Parti démocrate, mais rompt avec les dirigeants démocrates pro-esclavagistes en 1844 et est officiellement expulsé du parti. Il se présente au Congrès et est élu comme indépendant au Trentième Congrès.
En 1845, il convoque une convention pour former un mouvement indépendant en faveur du candidat au Congrès anti-esclavagiste John Parker Hale. Cette convention est plus tard identifiée comme "le noyau du Parti républicain". Pendant les mois qui suivent, la convention (qui est décrite par Tuck comme « respectable en nombre et sans précédent dans l'esprit ») Tuck travaille avec ténacité pour développer son jeune parti. Son travail acharné et son enthousiasme aboutissent à l'élection réussie de Hale en 1846.
Tuck lui-même se présente comme candidat pour le Parti du sol libre au trente et unième Congrès et comme Parti whig au trente-deuxième Congrès (4 mars 1847-3 mars 1853). Après trois mandats consécutifs, il retourne à Exeter en 1853 et commence un mouvement pour unir les nombreuses factions politiques mineures qui existent dans l'État du New Hampshire.
Il organise une réunion secrète, le 12 octobre 1853, à l'hôtel Major Blake d'Exeter, d'un groupe d'hommes anti-esclavagistes. Il suggère qu'ils forment un parti à appeler « Républicains ». Le terme « Parti républicain » est largement utilisé dans la politique du New Hampshire dans les années 1830. Le dîner est commémoré par la tablette maintenant apposée sur la Squamscott House à Exeter. Les participants font campagne pour plusieurs partis lors des élections d'État de 1854, mais le parti républicain n'a pas lancé de ticket cette année-là dans l'État. Il aide à former le parti républicain de l'État en 1856 et est délégué aux conventions nationales républicaines (en) en 1856 et 1860. Tuck est nommé délégué à la Convention de paix (en) tenue à Washington en 1861, dans un effort pour concevoir des moyens pour empêcher l'imminence d'une guerre.
Il est l'ami personnel d'Abraham Lincoln, de John Greenleaf Whittier et de nombreux autres hommes importants de son époque, et est responsable de la mise en fonction de Lincoln. « Lincoln ... n'aurait jamais réalisé ses objectifs », selon l'historien de Dartmouth, le professeur Frank Smallwood, « si son vieil ami, Amos Tuck d'Exeter, New Hampshire ... n'avait pas joué un rôle aussi influent en l'aidant à sécuriser le Nomination présidentielle du parti républicain en 1860 ».
Après avoir quitté la politique, il est nommé officier de marine du port de Boston durant la guerre de Sécession (1861-1865) ; après la guerre civile américaine, il reprend la pratique du droit et s'engage également dans la construction de chemins de fer, au cours de laquelle il gagne un succès et une richesse significatifs.
Il meurt le 11 décembre 1879, à Exeter, et est inhumé au cimetière d'Exeter.
Sa famille et ses héritiers politiques ont fondé la Amos Tuck Society pour promouvoir et diffuser l'histoire des contributions de Tucks et la fondation du Parti républicain.